# Chata Encarnada
Chata Encarnada es el nombre de una variedad cultivar de manzano (Malus domestica). Esta manzana está cultivada en diversos viveros entre ellos algunos dedicados a conservación de árboles frutales en peligro de desaparición. Esta manzana es originaria del Principado de Asturias, donde tuvo su mejor época de cultivo comercial en la década de 1960, y actualmente en menor medida aún se encuentra.

## Sinónimos
- "Manzana Chata Encarnada",[6][8][9]
- "Xata Encarnada".

## Historia
Asturias presenta unas condiciones de clima y de suelos excelentes para el cultivo del manzano. De hecho, hasta mediados del siglo XX Asturias era la mayor productora de manzana de toda la península ibérica. Sin embargo, esa situación cambió como consecuencia de la aparición de nuevas zonas de cultivo en el nordeste peninsular y, sobre todo, a que en Asturias no se concretaron canales de comercialización adecuados.
'Chata Encarnada' es una variedad del Principado de Asturias. El cultivo del manzano en Asturias en superficies importantes se remonta a principios del siglo XX. Las plantaciones originales se realizaron con variedades indígenas ('Amandi', 'Carapanón', 'Chata Blanca', 'Reineta Caravia', 'Reineta Encarnada de Asturias' y otras), posteriormente se dio paso a otras variedades extranjeras como la 'Reineta de Canadá' que es la más cultivada actualmente en 2020.
'Chata Encarnada' está considerada incluida en las variedades locales autóctonas muy antiguas, cuyo cultivo se centraba en comarcas muy definidas. Se caracterizaban por su buena adaptación a sus ecosistemas y podrían tener interés genético en virtud de su adaptación. Se encontraban diseminadas por todas las regiones fruteras españolas, aunque eran especialmente frecuentes en la España húmeda. Estas se podían clasificar en dos subgrupos: de mesa y de sidra (aunque algunas tenían aptitud mixta).
'Chata Encarnada' es una variedad clasificada como de mesa, difundido su cultivo en el pasado por los viveros comerciales y cuyo cultivo en la actualidad se ha reducido a huertos familiares y jardines privados.

## Características
El manzano de la variedad 'Chata Encarnada' tiene un vigor Medio; florece a inicios de mayo; tubo del cáliz triangular o en embudo de tubo corto, y con los estambres situados bajos.
La variedad de manzana 'Chata Encarnada' tiene un fruto de tamaño medio; forma desde cónico-truncada a achatada por los dos polos, suavemente acostillada, y con contorno irregular y algunos frutos rebajados de un lado; piel fuerte, levemente grasa; con color de fondo amarillo verdoso, sobre color fuerte, siendo el color del sobre color rojo ciclamen, importancia del sobre color alto, siendo su reparto en chapa / rayas, con chapa de pinceladas rojo ciclamen que recubre gran parte del fruto, acusa punteado uniformemente repartido, de color gris con aureola de color del fondo o ausencia de ésta, y una sensibilidad al "russeting" (pardeamiento áspero superficial que presentan algunas variedades) débil; pedúnculo corto, por debajo de los bordes o rozando éstos, anchura de la cavidad peduncular amplia y mediana, profundidad de la cavidad pedúncular de profundidad medianamente profunda, con bordes marcadamente irregulares, con chapa en el fondo de escamas ruginosas color verde grisáceo oscuro, e importancia del "russeting" en cavidad peduncular media; anchura de la cavidad calicina amplia, media o estrecha, profundidad de la cav. calicina medianamente profunda, con bordes ondulados marcando casi siempre mamelones más o menos pronunciados que se difuminan a lo largo del fruto marcando suave acostillado, importancia del "russeting" en cavidad calicina muy débil; ojo pequeño, o medio, cerrado o entreabierto, aisladamente se encuentra alguno abierto; sépalos muy compactos en su base o levemente agrietados, erectos, entremezclados; otros son cortos, triangulares, con las puntas vueltas hacia fuera, a veces le rodea una leve ruginosidad de tono oscuro que le da un aspecto oscuro.
Carne de color crema con fibras verdosas; textura crujiente, jugosa; sabor característico de la variedad, marcadamente acidulado; corazón desviado hacia el pedúnculo, bulbiforme o acordado. Eje abierto o entreabierto. Celdas de forma semi-arriñonada, cartilaginosas, rayadas de blanco o lanosas.
La manzana 'Chata Encarnada' tiene una época de maduración y recolección tardía en el otoño-invierno, se recolecta desde mediados de octubre hasta mediados de noviembre, madura durante el invierno aguanta varios meses más. Tiene uso mixto pues se usa como manzana de mesa fresca, y también como manzana para elaboración de sidra.

## Susceptibilidades
- Pulgón lanígero: ataque medio[1]